# سید حسن امامی
سید حسن امامی (۱۲۸۱ – ۲۳ تیر ۱۳۵۸) مجتهد شیعه، استاد  حقوق مدنی دانشگاه تهران تا سال ۱۳۴۷، نمایندۀ دورۀ ۱۷ مجلس شورای ملی و رئیس آن از ۱۰ تا ۳۰ تیر ۱۳۳۱، نمایندۀ مجلس سنای ایران و امام جمعه شهر تهران از ۱۲ بهمن ۱۳۲۴ تا ۲۸ دی ۱۳۵۷ در زمان محمدرضا پهلوی بود.
امامی تحصیلات دینی را در نجف و تحصیلات دانشگاهی خود را در سوئیس گذرانده بود. وی پس از فوت عمویش سید محمد امام‌زاده در سال ۱۳۲۴ منصب امامت جمعۀ تهران را بر عهده گرفت و تا انقلاب ۱۳۵۷ آن را در اختیار داشت.
حسن امامی در سال ۱۳۳۱ در انتخابات جنجالی مجلس هفدهم به عنوان مخالف دولت جبهۀ ملی وارد مجلس شد. وی برای مدتی کوتاه (۱۰ تا ۳۰ تیر) به ریاست مجلس شورای ملی نیز رسید؛ ولی پس از حوادث ۳۰ تیر از ریاست کناره گرفته و در نشست‌های مجلس نیز شرکت نمی‌کرد. پس از آن فعالیت خود را بیشتر در دانشگاه متمرکز ساخت و یکی از مهم‌ترین استادان حقوق ایران به‌شمار می‌رفت، ضمن اینکه به عضویت مجلس سنا نیز درآمد.
در آخرین سفر شاه، او برای انجام مراسم دعا در فرودگاه حاضر نشد و خود نیز دو روز بعد از خروج شاه در دی ۱۳۵۷، ایران را به مقصد سوئیس ترک کرد. امامی در ۲۳ تیرماه سال ۱۳۵۸ در سوئیس بر اثر سرطان در گذشت. وی از دوست‌داران محمدرضا پهلوی بود.

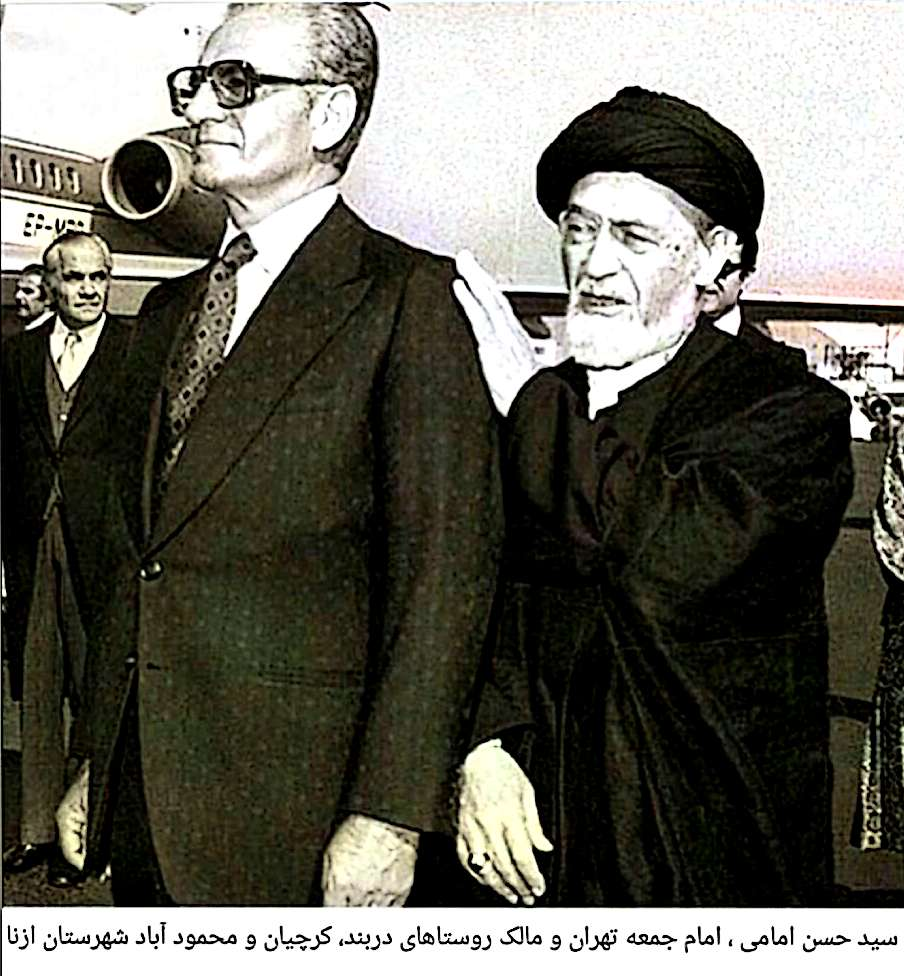
سید حسن امامی

## پیشینه
وی فرزند سید میرزا ابوالقاسم تهرانی و نوه سید زین‌العابدین امام جمعه و جدش میرزا ابوالقاسم امام جمعه که همگی امام جمعه تهران بوده‌اند می باشد. پس از تحصیلات مقدماتی در مدرسه پروکیمنیاژ که توسط روس‌ها اداره می‌شد، برای فراگیری علوم فقهی و دینی، ادبیات عرب، منطق و سایر علوم به حوزه علمیه نجف رفت و به درجه اجتهاد نائل شد. در سال ۱۳۰۷ به منظور فراگیری علم حقوق نوین به سوئیس رفت. پس از پنج سال اقامت و تحصیل در رشته حقوق خصوصی در دانشکده حقوق دانشگاه لوزان، در سال ۱۳۱۲ با ارائه رساله خود با عنوان «اساس قضائی مهر در فقه شیعه اسلامی» موفق به اخذ درجه دکترای حقوق شد.
(رابطه خویشاوندی امامی با مصدق از طریق همسر او «زهرا ضیا السلطنه نوه دختری ناصرالدین شاه» که عمهٔ ناتنی حسن امامی بوده‌است)

## زندگی علمی
امامی پس از بازگشت به ایران، مدتی به تدریس «تاریخ حقوق و حقوق اسلام» در مدرسه عالی حقوق و دانشکده معقول و منقول پرداخت. در سال ۱۳۱۷ به منصب قضاوت رسید و در سال ۱۳۲۳ رئیس کل دادگستری شهرستان تهران گردید. مدت‌ها کرسی تدریس دروس «حقوق ثبت اسناد»، «اصول محاکمات حقوقی»، «حقوق مدنی» و «شرح قانون مدنی» در دانشگاه تهران را در دست داشت. مدتی مجدداً به سوئیس سفر کرد و حاصل این سفر، تألیف شش جلد کتاب «حقوق مدنی» بود که هنوز هم یکی از اصلی‌ترین منابع و مراجع تدریس، مطالعه و تحقیق در این زمینه به‌شمار می‌رود. امامی در کنار محمدجعفر جعفری لنگرودی، ناصر کاتوزیان، سید حسین صفایی و مهدی شهیدی جز استادان بنام و صاحب سبک در حقوق مدنی ایران است.

## درگذشت
دو روز بعد از خروج شاه در دی ۱۳۵۷ ایران را به مقصد سوئیس ترک کرد و در سال ۱۳۵۸ در اثر ابتلا به بیماری سرطان در سوئیس درگذشت و در آنجا به خاک سپرده شد.